# Relógio digital

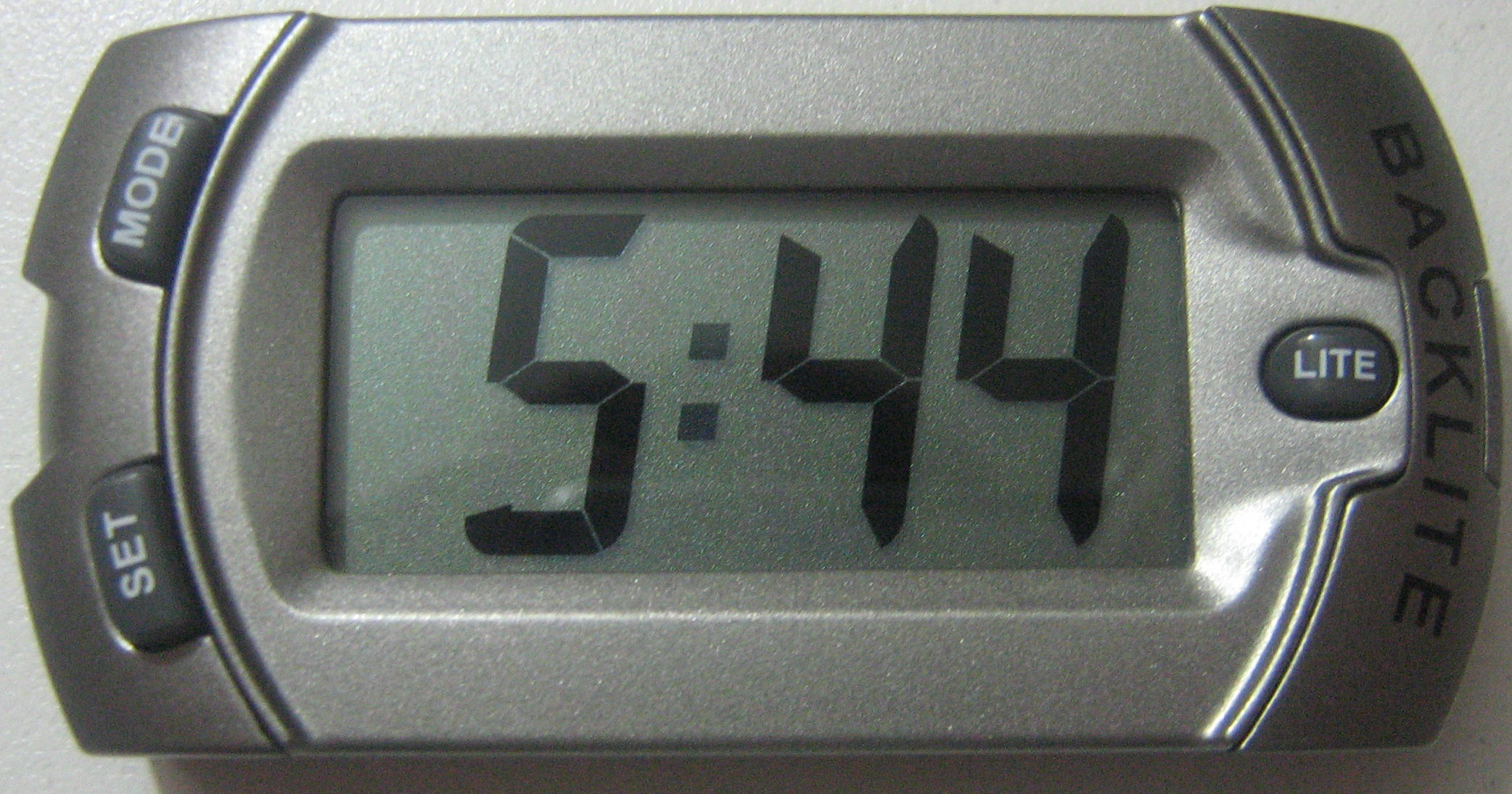
Relógio digital com tela LCD.

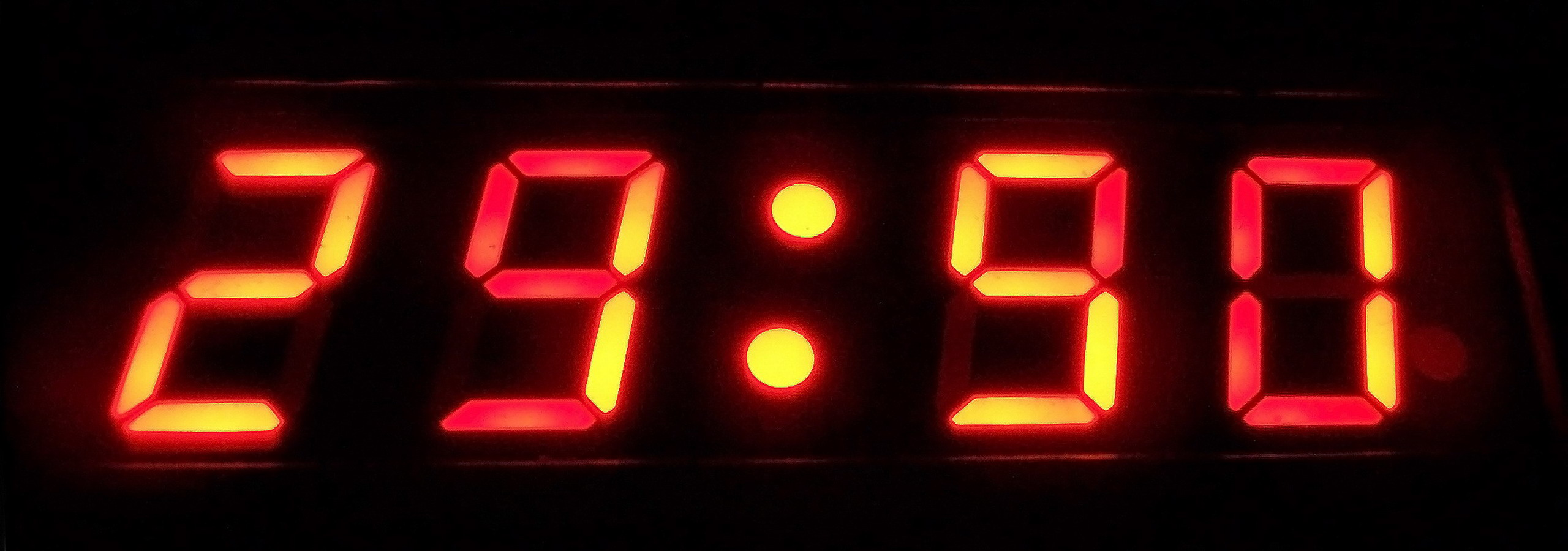
Relógio digital com tela de LED.

Relógio digital é um tipo de relógio que utiliza meios eletrônicos para manter as horas.
O relógio digital utiliza energia elétrica que é normalmente suprida por uma bateria de pequena carga. Ele utiliza um cristal piezoelétrico para gerar pulsos elétricos a uma frequência constante de 32 768 Hz, a qual é levada a um conjunto de divisores de frequência que, dividindo-a por 32 768 obtém-se 1 pulso por segundo. Usualmente, as horas são exibidas por meio de um visor de LEDs ou cristal líquido.
Como o cristal oscila a uma frequência constante, nos relógios digitais normalmente a 32 768 Hz, o que corresponde a 215, torna-se útil no uso em circuitos digitais, ou binários, pois o sistema de numeração binário tem como base o número 2.
Relógios digitais são pequenos, baratos e precisos, por isso, são encontrados associados a praticamente todos os aparelhos eletrônicos, como aparelhos de som, televisores, microondas e celular.
Entretanto, relógios de pulso analógicos são mais populares do que os relógios digitais. Uma variação bastante comum é o relógio analógico a quartz, que utiliza o mesmo sistema de geração de pulsos do relógio digital para movimentar ponteiros mecânicos.

## História
O primeiro relógio de bolso digital foi a invenção do engenheiro austríaco Josef Pallweber, que criou seu mecanismo "hora de pular" em 1883. Em vez de um mostrador convencional, a hora do salto mostrava duas janelas em um mostrador esmaltado, através das quais as horas e minutos são visível nos discos rotativos. O segundo ponteiro permaneceu convencional. Em 1885, o mecanismo Pallweber já estava no mercado em relógios de bolso da Cortébert e  IWC; contribuindo indiscutivelmente para a subseqüente ascensão e sucesso comercial da IWC. Os princípios do movimento das horas de salto de Pallweber apareceram em relógios de pulso nos anos 1920 (Cortébert) e ainda são usados hoje (Chronoswiss Digiteur). Embora o inventor original não tenha uma marca de relógios na época, seu nome já foi ressuscitado por um fabricante de relógios recém-estabelecido.

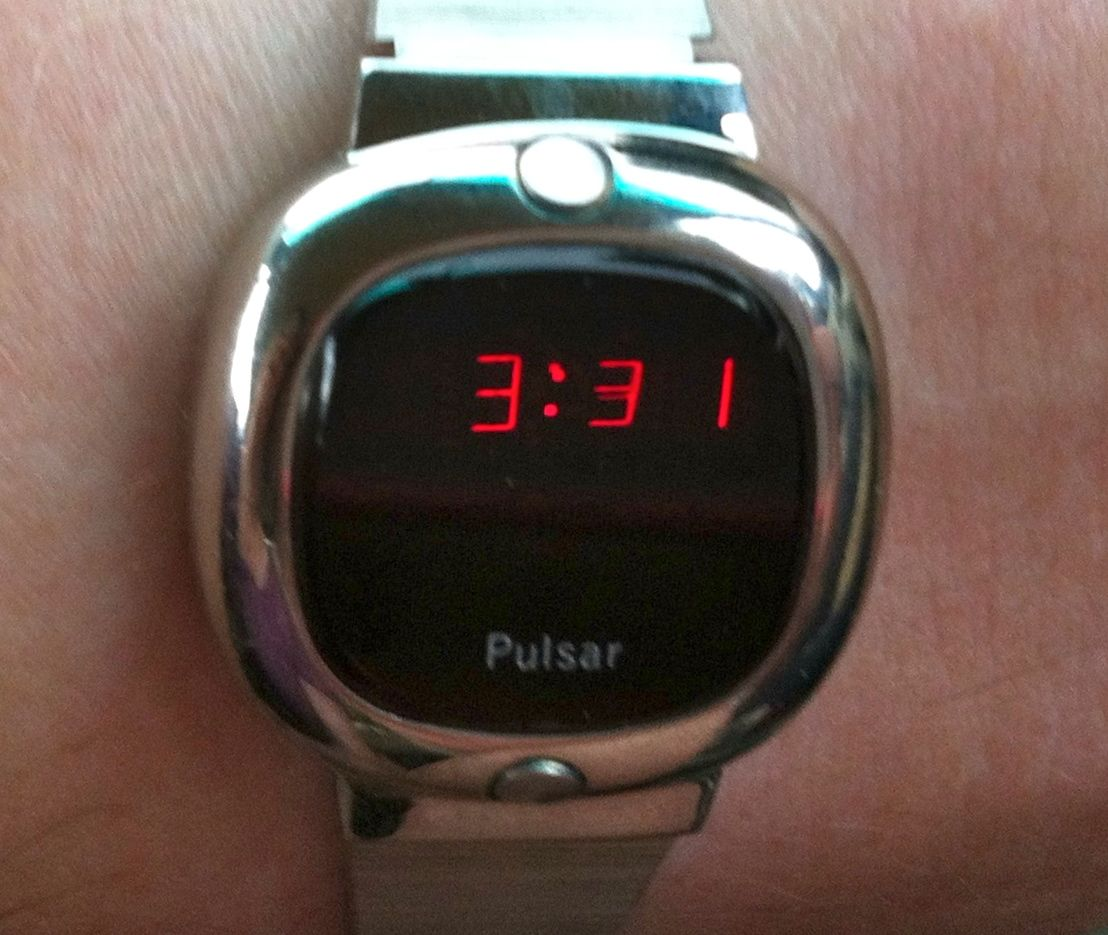
Relógio Pulsar datado de 1976

O primeiro relógio digital de LED, lançado em 1972, foi o Pulsar, produzido pela Hamilton Watch Company. "Pulsar" tornou-se o nome da marca, que em 1978 foi adquirida pela Seiko. Com a introdução dos computadores pessoais na década de 1980, a Seiko começou a desenvolver relógios com capacidade computacional. Em 1982, a versão NLC01 do Pulsar tinha a capacidade de armazenar 24 dígitos, tornando ele o primeiro relógio com memória programável pelo usuário, ou relógio "banco de memória". O relógio Data 2000, lançado no ano seguinte, veio com um teclado externo para entrada de dados. Os dados eram sincronizados entre o teclado e o relógio através de acoplamento eletromagnético (Estação docking). Seu nome deriva da capacidade de armazenamento de 2000 caracteres. No mesmo ano a Casio lança a linha G-Shock, modelo DW-5000C, que foi projetado pelo engenheiro Kikuo Ibe e foi lançado em abril. Este modelo, desenvolvido dois anos antes, possuia bateria de longa duração e popularizou os relógios à prova d’água e projetados para suportar quedas de 10 metros de altura.